# Епископ костајнички Серафим
Серафим (световно Бојан Балтић; Загреб, 7. мај 1978) викарни је епископ костајнички.

## Биографија
Рођен је 7. маја 1978. године у Загребу, од оца Вељка и мајке Радојке. Породица Балтић је пореклом са Баније. У родном граду завршава основну и три разреда Средње електротехничке школе. Због ратних дешавања августа 1995. године се сели у Сједињене Америчке Државе, на Флориду, где завршава средњу школу и Факултет информационих технологија. Током образовања сусреће се са старцем Јефремом Филотејским и његовим монасима и монахињама. Контакт са Светогорцима, учешће на њиховим богослужењима, духовни савети и исповести одредиће његов даљи животни пут.
По завршетку основних студија посећује више православних манастира широм Америке, Србије и Грчке. Крајем деведесетих година упознаје епископа Лонгина (Крчо) приликом његових пастирских посета парохијама на Флориди. Његовим благословом одлази у манастир Нову Грачаницу 2003. године.
Исте године ступа у Духовну семинарију Свете Тројице Руске Заграничне Цркве у Џорданвилу. За време студија, на Велики четвртак 2006. године, замонашен је у манастиру Новој Грачаници. У чин јерођакона је рукоположен исте године на празник Светог пророка Илије.
2008. године је завршио Духовну семинарију Свете Тројице са одликом (magna cum laude) и степеном бакалавра богословља. 1. јуна 2008. године на церемонији доделе диплома обратио се окупљенима са говором у име дипломске класе.
28. август 2008. године, на празник Успенија Пресвете Богородице епископ Лонгин га рукополаже у чин јеромонаха.
Током службе у манастиру преводи дела Светог Николаја Жичког на енглески језик. Да би се боље упознао да светогорским монашким типиком одлази у свештени манастир Хиландар где, током 2010. године, проводи шест месеци.
По повратку у Америку добија разна послушања на пољу пастирског рада са децом и омладином, у епархијским летним камповима и омладинским одборима. На Богословском факултету Светог Саве у Либертивилу ради као економ, истовремено се старајући о мисионарској парохији Свете Петке у Нешвилу. Од 2015. године секретар је Епархије новограчаничко-средњезападноамеричке. Исте године завршава МБА – магистратуру пословног управљања. Крајем 2020. године епископ Лонгин шаље га у Србију, где проводи пола године у манастиру Светих Архангела у Ковиљу. Од  2021. до августа 2024. године служи у Саборном храму Светог Саве у Милвокију.
На редовном заседању Светог Архијерејског Сабора Српске православне цркве, одржаном од 14. до 18. маја 2024. године у Београду, високодостојни архимандрит Серафим изабран је за викара Митрополита средњезападноамеричког са титулом Епископ костајнички.